# Yakisoba
Yakisoba (jap. 焼きそば, „smażony makaron”) – danie kuchni japońskiej, wywodzące się od chińskiego chow mein. Chociaż makaron soba jest wytwarzany z mąki gryczanej, w yakisobie stosuje się makaron w stylu chińskim (chuuka soba) wytwarzany z mąki pszennej. Zwykle jest aromatyzowany przyprawą podobną do sosu Worcestershire. Danie po raz pierwszy pojawiło się na stoiskach z jedzeniem w Japonii około lat trzydziestych XX wieku. 

## Przygotowanie
Yakisoba jest przygotowywana poprzez smażenie pszennego makaronu ramen z wieprzowiną wielkości kęsa i drobno posiekanymi warzywami, takimi jak kapusta, cebula, kiełki fasoli i marchew. Następnie danie jest aromatyzowane japońskim sosem Worcestershire, solą i pieprzem. Może być podawane z różnymi dodatkami, takimi jak aonori (sproszkowane wodorosty), beni shōga (posiekany marynowany imbir), katsuobushi (płatki ryby bonito) lub majonez w stylu japońskim.

## Podawanie
Yakisoba może być podawana na talerzu jako danie główne lub dodatek.
W Japonii, makaron ułożony w bułce przekrojonej na środku i przyozdobiony majonezem oraz kawałkami czerwonego marynowanego imbiru nazywany jest yakisoba-pan (pan oznacza „chleb”). Jest powszechnie dostępny w sklepach ogólnospożywczych oraz szkolnych stołówkach.
Czasami udon jest używany jako zamiennik makaronu ramen i nazywany jest yaki-udon.

## Galeria

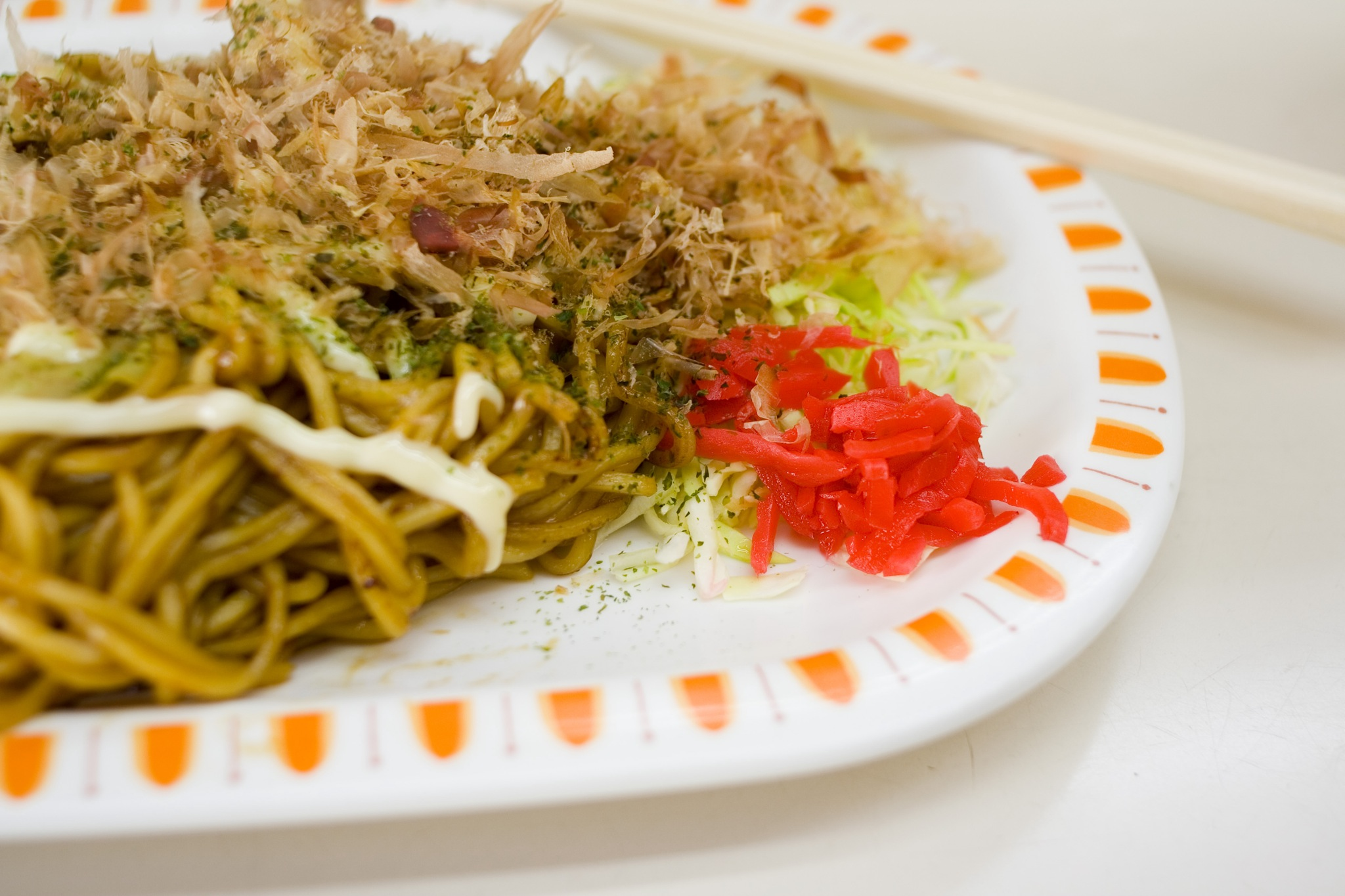
Yakisoba
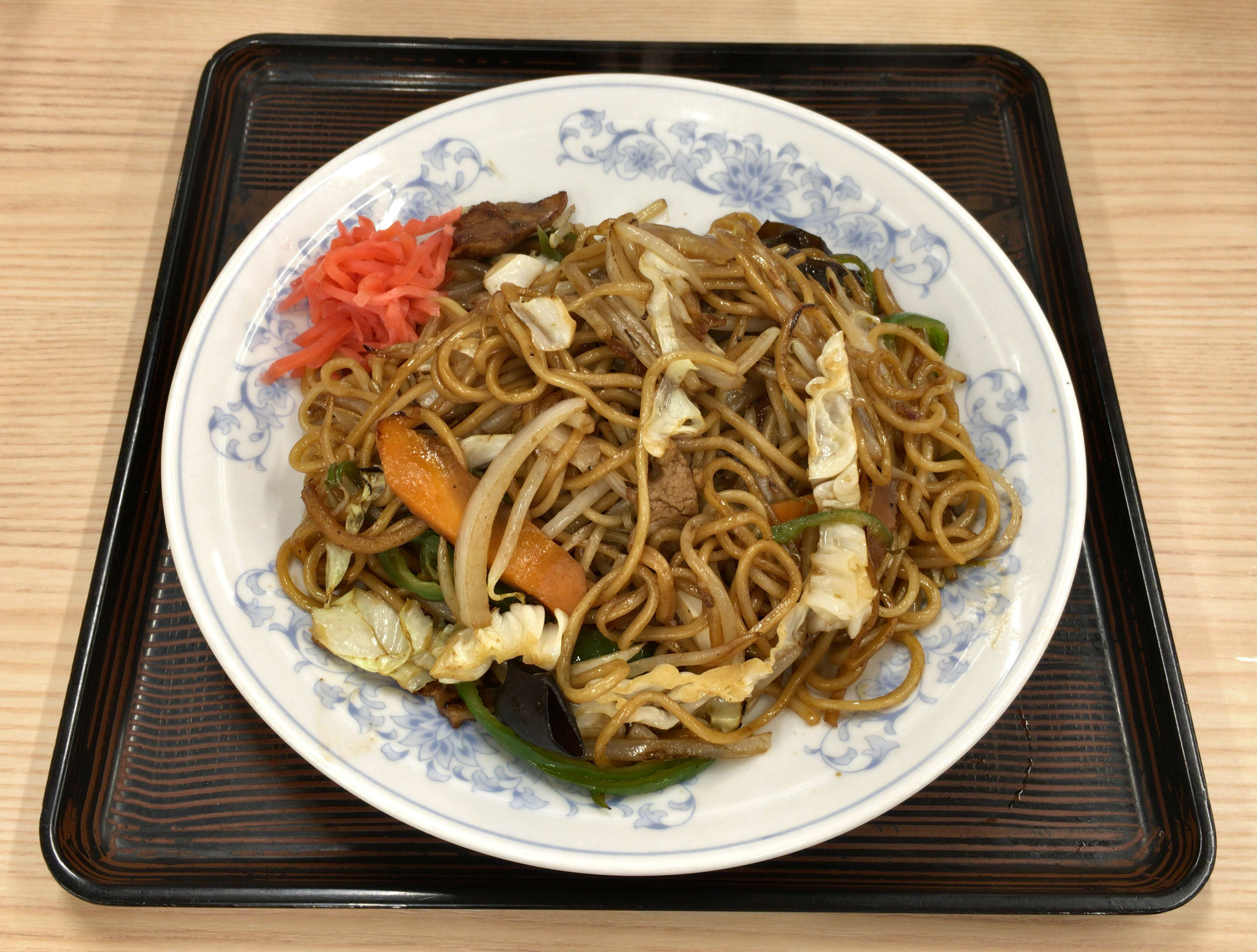
Yakisoba
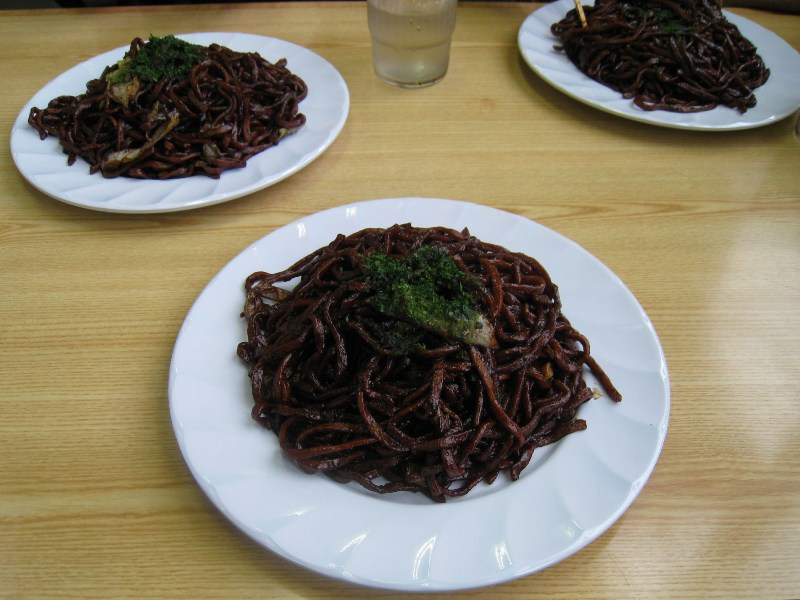
Ōta-yakisoba
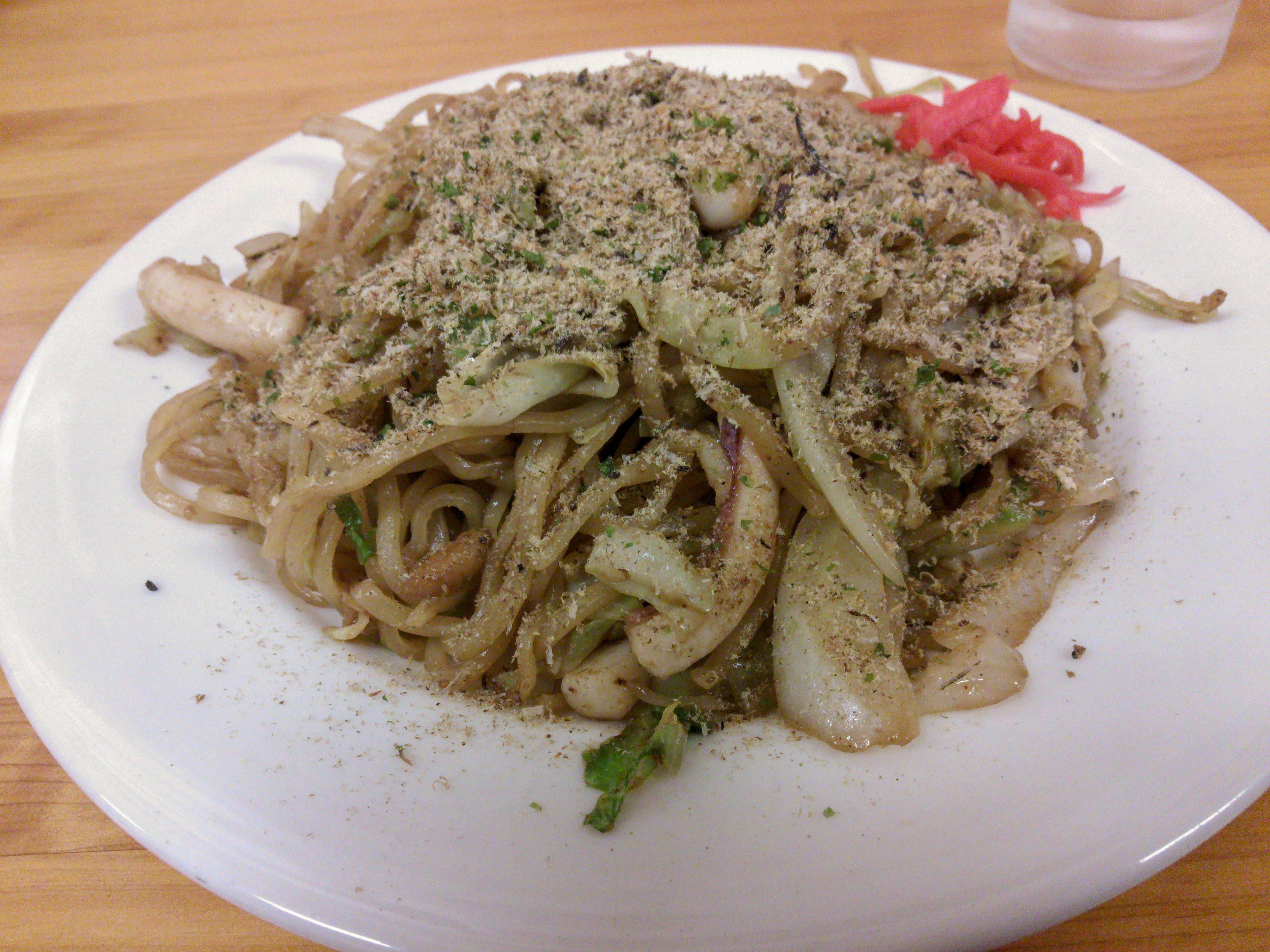
Fujinomiya-yakisoba
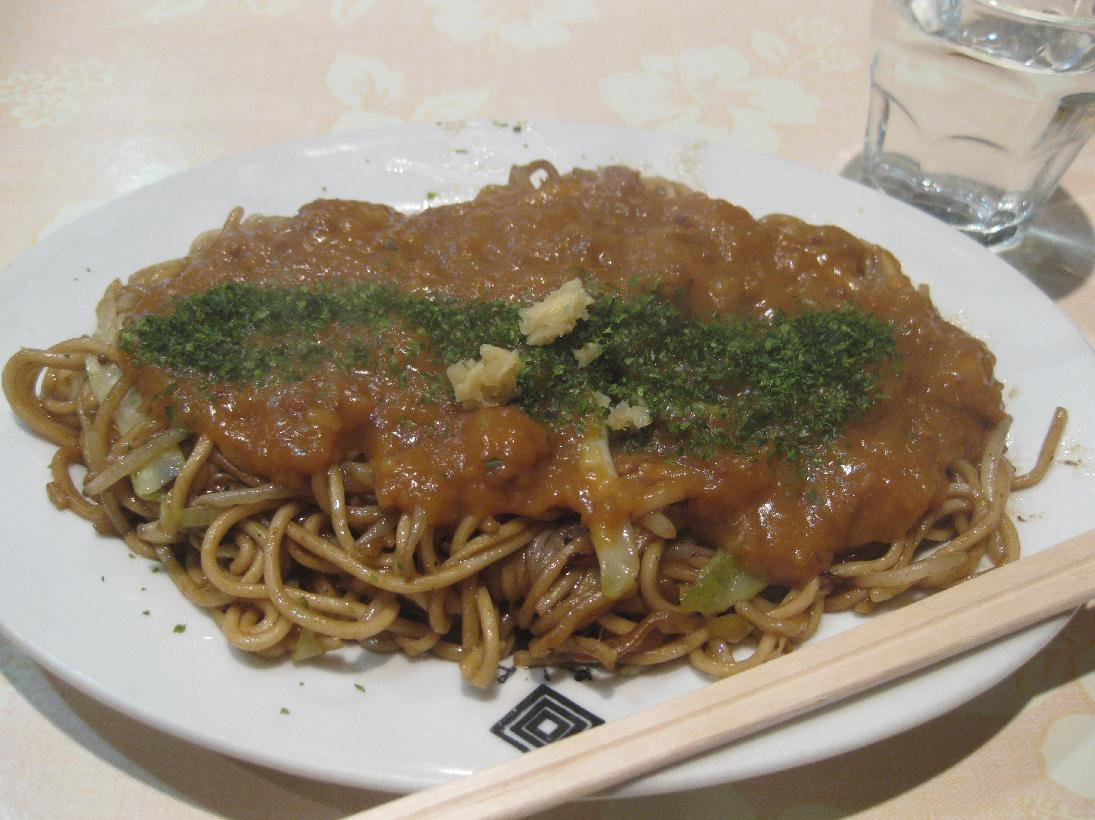
Italian-yakisoba (Shiga)
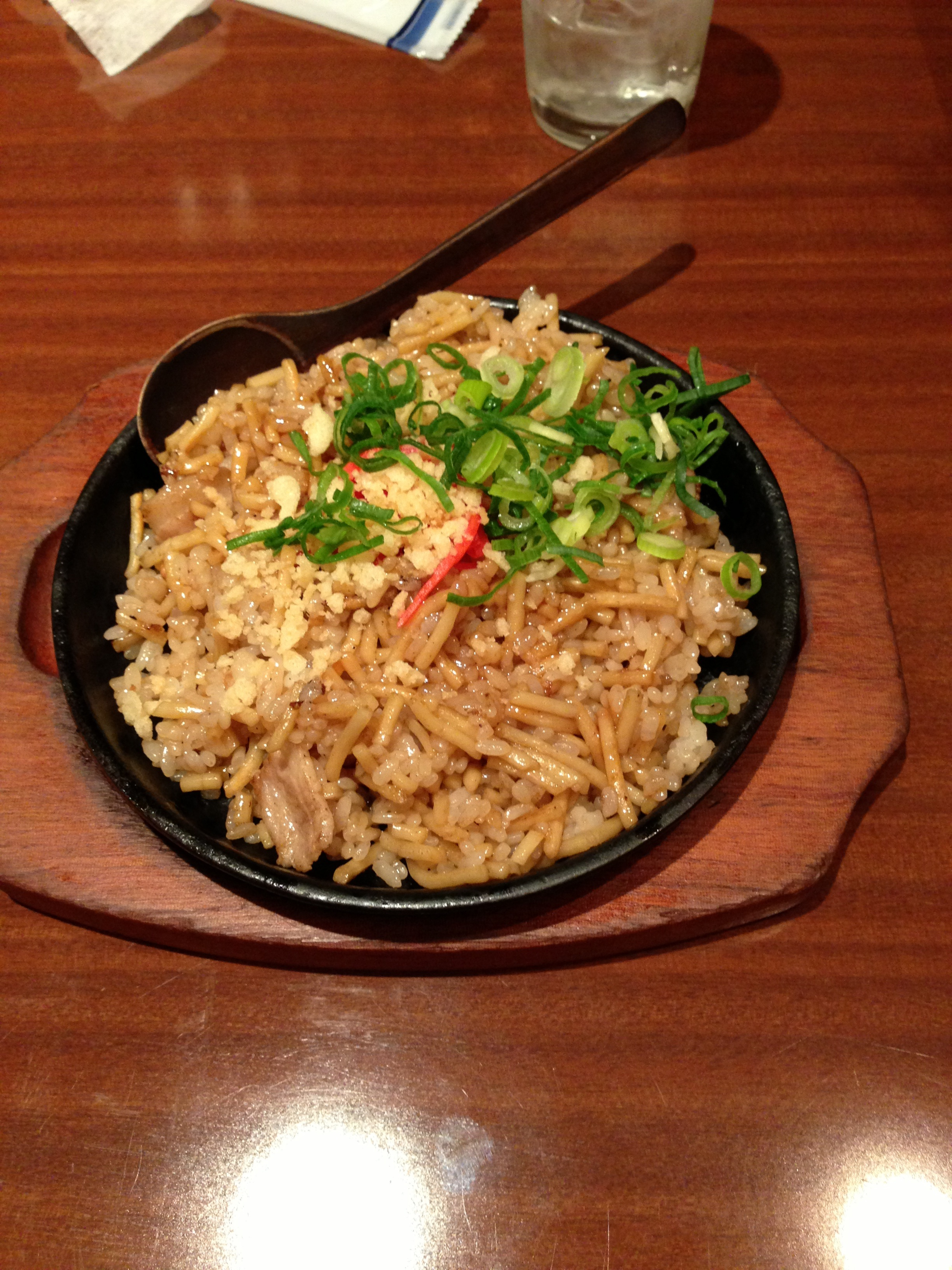
Sobameshi
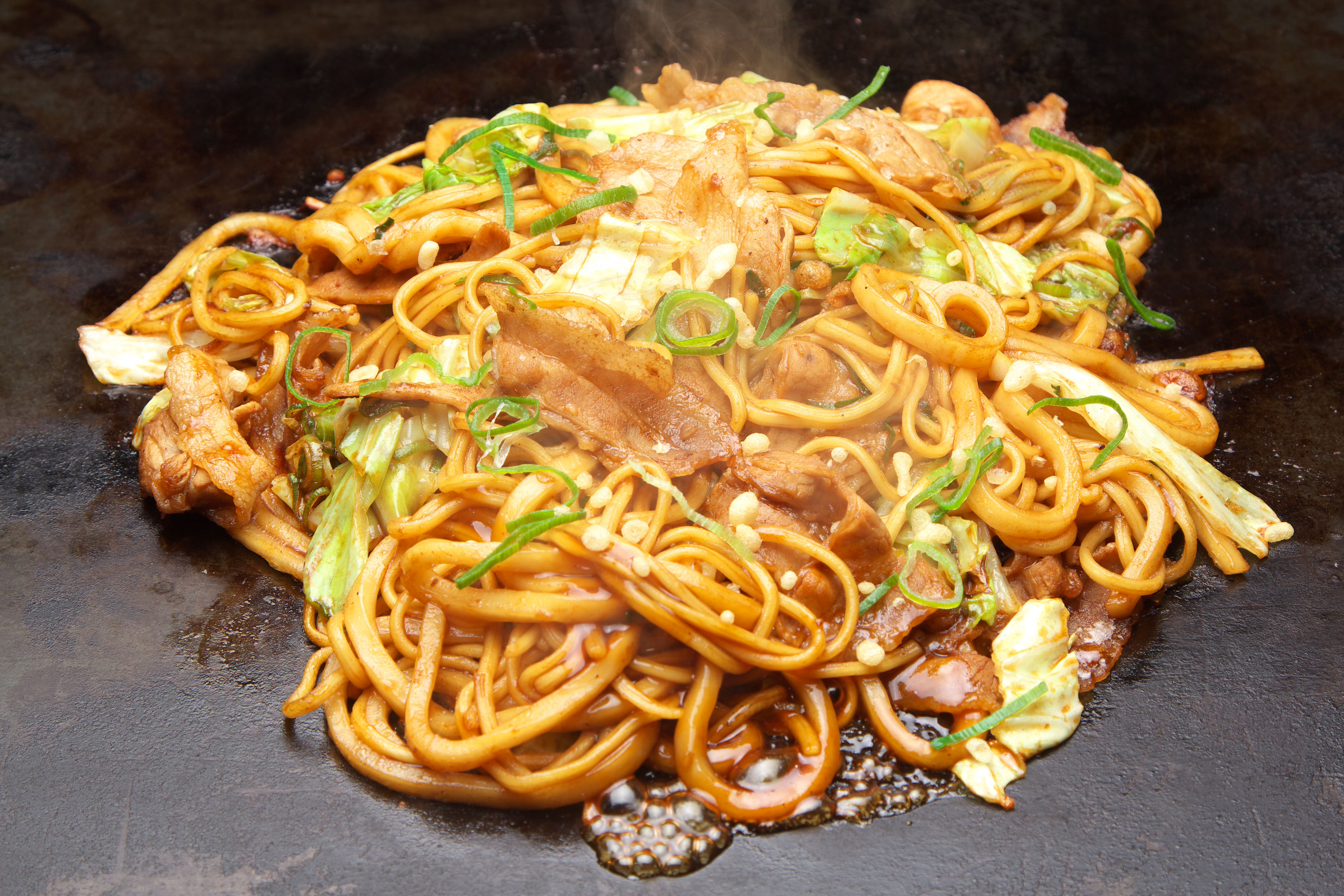
Himeji-chanpon yaki
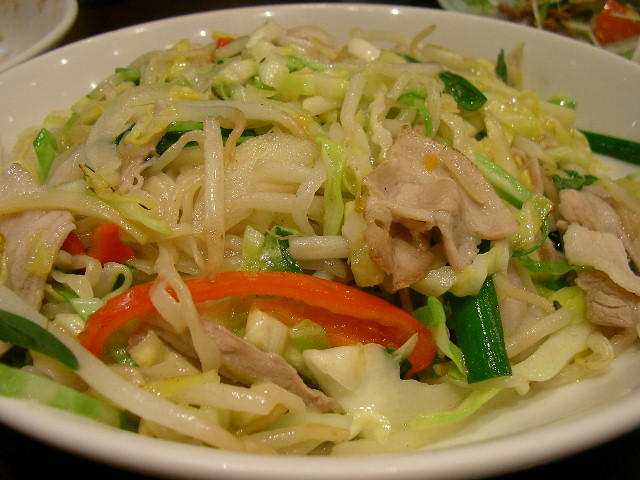
Shio yakisoba
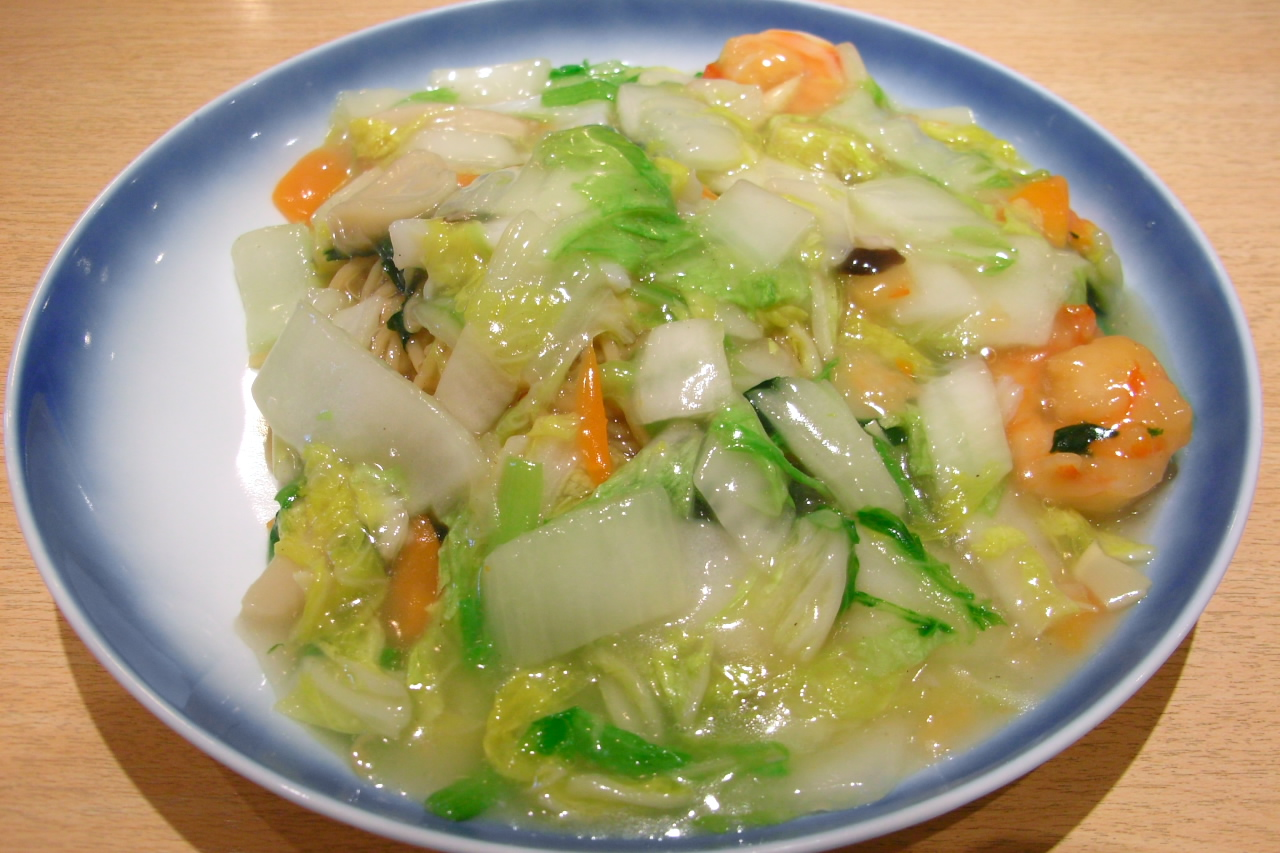
Ankake yakisoba
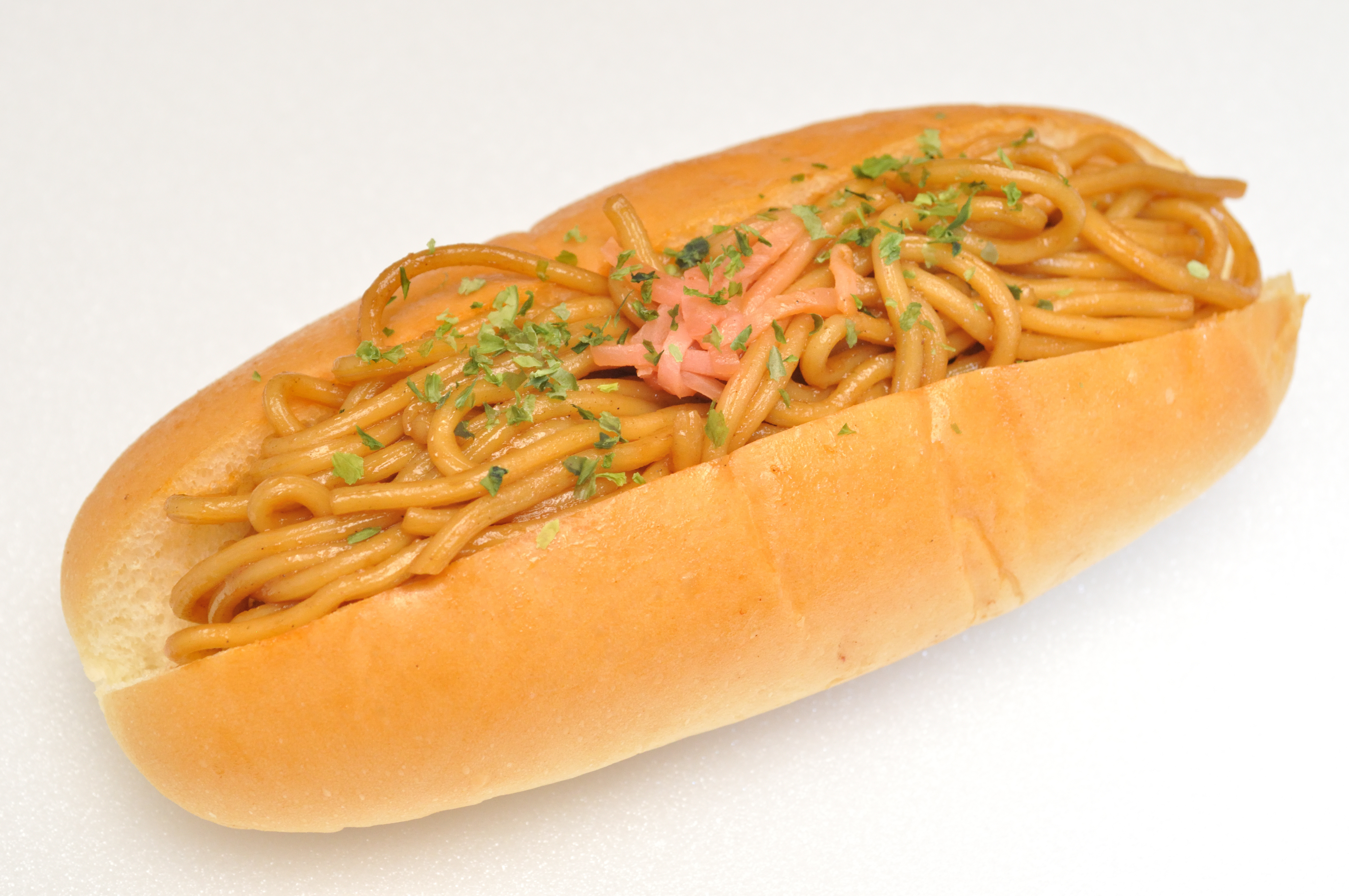
Yakisoba-pan